# Shock (Pornofilm)
Shock ist ein als richtungsweisend geltender amerikanischer Pornofilm von Michael Ninn mit Star-Besetzung der 1990er Jahre. Der Film kombiniert eine an Science-Fiction und Film noir angelehnte Handlung mit einem Fetisch-Set- und Kostümdesign. Er belegt Platz 3 auf der im Jahr 2006 erstellten Liste der „101 Greatest Adult Tapes of All Time“ von AVN und gewann bei den AVN Awards 1997 insgesamt 11 Preise.
Gemeinsam mit „Sex“ (1994) und dem Klassiker „Latex“ (1995) bildet er eine Trilogie, die in den 1990er Jahren die Pornobranche nachhaltig beeinflusst hat. 

## Handlung
Der Film handelt von einem Mann namens Malcolm Stevens (Jon Dough), der auf einem Operationstisch liegt, während Dr. Hellstrom (Ona Zee) und Dr. Mangrove (Tiffany Million) versuchen, die Kontrolle über seine Gedanken zu bekommen. Er ist an ein Fernsehgerät angeschlossen, und Mangrove betritt seine Gedanken über dieses Fernsehgerät. Allerdings gelingt es Stevens die Kontrolle zu behalten, und am Ende des Films ist er frei. Der Film hat sieben Szenen, die zwischen 15 und 30 Minuten dauern.

## Rezeption
„Kunst, Fantasie und Sex sind hier in einem Film zusammengebracht. Sogar wenn der Film einen nicht erregen sollte, ist er gut für ein gelungenes Filmerlebnis. […] Dieser Film ist eines der besten Beispiele für einen Pornofilm mit Kunstcharakter.“

„So, if you’re looking for just porn that gets right to the action and gets it over with, this movie is probably not be for you. There’s tons of special effects, slow motion shots and you see the same shot in slow motion from every angle possible before the movie continues. [...] It’s an extremely different kind of porn that I highly recommend!“

## Auszeichnungen
AVN Award 1997
- „Best Shot-on-Video Feature“
- „Best Director – Video“ (Michael Ninn)
- „Best Actor – Video“ (Jon Dough)
- „Most Outrageous Sex Scene“ (Shayla LaVeaux, T.T. Boy, Vince Voyeur)
- „Best Special Effects“
- „Best Art Direction – Video“
- „Best Videography“
- „Best Editing-Video“
- „Best Music“
- „Best Renting Tape of the Year“
- „Best Selling Tape of the Year“ (gemeinsam mit „The World's Biggest Gangbang Tape 2“)